# Parafia Najświętszej Maryi Panny Królowej Aniołów w Chudowie
Parafia NMP Królowej Aniołów w Chudowie – parafia rzymskokatolicka należąca do archidiecezji katowickiej i dekanatu knurowskiego.

## Historia
Dnia 28 lipca 2013 proboszczem parafii został ks. Joachim Kloza, dawny proboszcz parafii w Jastrzębiu-Zdroju-Szerokiej.

## Liczebność i obszar parafii

### Ulice należące do parafii
Boczna, Dworcowa, Dwór, Górnicza, Jaśminowa, Jesionowa, Kwiatowa, Kąty, Leśna, Na Kąty, Nowa, Ogrodowa, Osiedle, Podzamcze, Różana, Szkolna, Topolowa, Wodna, Wolności, Zabrska.

## Duszpasterze

### Proboszczowie
- ks. Alfons Machura - (1979-1997)
- ks. Janusz Kwapiszewski - (1997-2013)
- ks. Joachim Kloza - (28.07.2013 – 28.07.2018)
- ks. Paweł Wróbel - (29.07.2018 – 16.01.2021)
- ks. Grzegorz Kaput - (17.01.2021. - nadal

### Ekspozyt
- ks. Konrad Szweda - (1954–1957)
- ks. Antoni Franielczyk - (1957–1958)

### Kuratus
- ks. Antoni Franielczyk - (1958–1979)

### Inny ksiądz
- ks. Jan Piwczyk

## Grupy parafialne
- Dzieci Maryi
- Ministranci
- Akcja Katolicka
- Spotkania młodzieży
- Zespół charytatywny

## Kościoły i kaplice mszalne
Kościół Najświętszej Maryi Panny Królowej Aniołów w Chudowie

## Cmentarze
Cmentarz parafialny przy ul. Topolowej w Chudowie.